# 다우이스

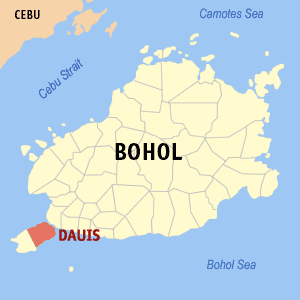
다우이스의 위치

다우이스(세부아노어: Dauis, 타갈로그어: Dauis)는 필리핀 비사야 제도 보홀주에 있는 도시다. 팡라오섬을 구성하는 두 개의 자치체 중 하나로, 다른 하나는 팡라오다. 2020년 인구 조사에 따르면 인구는 52,492명이다. 이 마을에는 멋진 해변, 리조트, 17세기에 지어진 유서 깊은 교회가 많이 있다. 히낙다난 동굴도 유명하다.